# Eric Dier
Eric Jeremy Edgar Dier (nascut el 15 de gener de 1994) és un futbolista professional anglès que juga a la Bundesliga amb el FC Bayern de Múnic, i a la selecció anglesa de futbol. És un jugador defensiu versàtil, que pot fer de migcampista defensiu, de defensa central o de lateral dret.
Dier va créixer a Portugal, on es va formar al planter de l'Sporting CP, i va debutar amb l'Sporting Clube de Portugal B i també amb l'equip sènior el 2012 després d'una cessió a l'Everton FC. El 2014, va marxar al Tottenham Hotspur per 4 milions de lliures, amb un contracte per cinc anys.
A despit de l'interès de Portugal, Dier va optar per representar Anglaterra internacionalment. Va debutar amb la selecció anglesa el novembre de 2015, i fou seleccionat per l'Eurocopa 2016. Al primer partit disputat en la competició, contra Rússia a l'Stade Vélodrome, que va acabar empatat 1-1, va obrir el marcador amb un gol de falta directa.